# 大淵 (新潟市)
大淵（おおぶち）は、新潟県新潟市江南区の町字。

## 概要
1889年（明治22年）から現在までの大字。阿賀野川下流左岸に位置する。
もとは室町時代から1889年（明治22年）まであった大淵村の区域の一部で、地名の由来には以下の3説がある。
1. 阿賀野川に淵があった。
2. 阿賀野川本流の呑み口だったので大口と呼ばれていたものが転訛した。
3. 本興寺、本伝寺の山号大淵山による。

### 隣接する町字
北から東回り順に、以下の町字と隣接する。
- 江口
- 細山
- 直り山
- 西野

※ 阿賀野川を挟んで北区高森と隣接。

## 歴史
嘉吉から文安年間の開発とされる。
- 1889年（明治22年）4月1日 : 合併により大淵村の大字となる。
- 1901年（明治34年）11月1日 : 合併により大江山村の大字となる。
- 1957年（昭和32年）5月3日 : 合併により新潟市の大字となる。
- 2007年（平成19年）4月1日 : 新潟市の政令指定都市移行により、江南区の大字となる。